# 埃迪·斯卡夫
埃迪·斯卡夫（英語：Eddie Scarf，1908年11月3日—1980年1月7日），澳大利亚男子摔跤运动员。他曾代表澳大利亚参加1932年和1936年夏季奥林匹克运动会摔跤比赛，其中1932年奥运会获得一枚铜牌。